# Liste des monuments historiques de Wijnegem
Cette page regroupe l'ensemble des monuments classés de la ville belge de Wijnegem.
| Objet                                                                        | Statut du classement? | Année de construction/architecte | Section communale | Adresse                                                | Coordonnées                      | Numéro d'inventaire | Illustration                                                                 |
| ---------------------------------------------------------------------------- | --------------------- | -------------------------------- | ----------------- | ------------------------------------------------------ | -------------------------------- | ------------------- | ---------------------------------------------------------------------------- |
| Une ferme de 1900                                                            |                       |                                  | Wijnegem          | Broekstraat 7 (rue du Marais)                          | 51° 14′ 08″ nord, 4° 31′ 07″ est | 14260               | Téléverser                                                                   |
| Château et dépendances « Kijckuit »                                          | Oui                   |                                  | Wijnegem          | Broekstraat 13                                         | 51° 14′ 11″ nord, 4° 31′ 12″ est | 14261               | Château et dépendances « Kijckuit »                                          |
| Château et dépendances « Kijckuit »                                          | Oui                   |                                  | Wijnegem          | Broekstraat 15                                         | 51° 14′ 13″ nord, 4° 31′ 15″ est | 14261               | Téléverser                                                                   |
| Château et dépendances « Kijckuit »                                          | Oui                   |                                  | Wijnegem          | Broekstraat 15A                                        | 51° 14′ 11″ nord, 4° 31′ 12″ est | 14261               | Téléverser                                                                   |
| Une grande maison                                                            |                       |                                  | Wijnegem          | Broekstraat 17                                         | 51° 14′ 16″ nord, 4° 31′ 29″ est | 14264               | Téléverser                                                                   |
| Maisons ouvrières                                                            |                       |                                  | Wijnegem          | Broekstraat 21                                         | 51° 14′ 19″ nord, 4° 31′ 41″ est | 14265               | Téléverser                                                                   |
| Maisons ouvrières                                                            |                       |                                  | Wijnegem          | Broekstraat 23                                         | 51° 14′ 19″ nord, 4° 31′ 41″ est | 14265               | Téléverser                                                                   |
| Petites maisons                                                              |                       |                                  | Wijnegem          | Driehoekstraat 28 (rue du Triangle)                    | 51° 13′ 39″ nord, 4° 31′ 03″ est | 14266               | Téléverser                                                                   |
| Petites maisons                                                              |                       |                                  | Wijnegem          | Driehoekstraat 30                                      | 51° 13′ 39″ nord, 4° 31′ 03″ est | 14266               | Téléverser                                                                   |
| Petites maisons                                                              |                       |                                  | Wijnegem          | Driehoekstraat 32                                      | 51° 13′ 39″ nord, 4° 31′ 03″ est | 14266               | Téléverser                                                                   |
| Petites maisons                                                              |                       |                                  | Wijnegem          | Driehoekstraat 34                                      | 51° 13′ 39″ nord, 4° 31′ 03″ est | 14266               | Téléverser                                                                   |
| Petites maisons                                                              |                       |                                  | Wijnegem          | Driehoekstraat 36                                      | 51° 13′ 39″ nord, 4° 31′ 03″ est | 14266               | Téléverser                                                                   |
| Château Ertbrugge, désormais orphelinat Immaculata                           | Oui                   |                                  | Wijnegem          | Ertbruggestraat 132 (rue d'Ertbrugge)                  | 51° 13′ 42″ nord, 4° 29′ 20″ est | 14267               | Téléverser                                                                   |
| Château Ertbrugge, désormais orphelinat Immaculata                           | Oui                   |                                  | Wijnegem          | Ertbruggestraat 136                                    | 51° 13′ 42″ nord, 4° 29′ 20″ est | 14267               | Téléverser                                                                   |
| Bâtiments                                                                    |                       |                                  | Wijnegem          | Groenstraat 30 (rue Verte)                             | 51° 13′ 49″ nord, 4° 31′ 54″ est | 14268               | Téléverser                                                                   |
| Bâtiments                                                                    |                       |                                  | Wijnegem          | Groenstraat 32                                         | 51° 13′ 49″ nord, 4° 31′ 54″ est | 14268               | Téléverser                                                                   |
| Bâtiments                                                                    |                       |                                  | Wijnegem          | Groenstraat 34                                         | 51° 13′ 49″ nord, 4° 31′ 54″ est | 14268               | Téléverser                                                                   |
| Bâtiments                                                                    |                       |                                  | Wijnegem          | Groenstraat 36                                         | 51° 13′ 49″ nord, 4° 31′ 54″ est | 14268               | Téléverser                                                                   |
| Bâtiments                                                                    |                       |                                  | Wijnegem          | Groenstraat 38                                         | 51° 13′ 49″ nord, 4° 31′ 54″ est | 14268               | Téléverser                                                                   |
| Maisons ouvrières                                                            |                       |                                  | Wijnegem          | Merksemsebaan 215 (route de Merksem)                   | 51° 13′ 49″ nord, 4° 30′ 20″ est | 14269               | Téléverser                                                                   |
| Maisons ouvrières                                                            |                       |                                  | Wijnegem          | Merksemsebaan 217                                      | 51° 13′ 49″ nord, 4° 30′ 20″ est | 14269               | Téléverser                                                                   |
| Château Buyckhoeve                                                           |                       |                                  | Wijnegem          | Merksemsebaan 280                                      | 51° 14′ 13″ nord, 4° 29′ 39″ est | 14270               | Téléverser                                                                   |
| Maisons ouvrières                                                            |                       |                                  | Wijnegem          | Notenboomstraat 2 (rue du Noyer)                       | 51° 13′ 38″ nord, 4° 30′ 56″ est | 14271               | Téléverser                                                                   |
| Maisons ouvrières                                                            |                       |                                  | Wijnegem          | Notenboomstraat 4                                      | 51° 13′ 38″ nord, 4° 30′ 56″ est | 14271               | Téléverser                                                                   |
| Maisons ouvrières                                                            |                       |                                  | Wijnegem          | Notenboomstraat 6                                      | 51° 13′ 38″ nord, 4° 30′ 56″ est | 14271               | Téléverser                                                                   |
| Maisons ouvrières                                                            |                       |                                  | Wijnegem          | Schoolstraat 35 (rue de l'École)                       | 51° 13′ 44″ nord, 4° 31′ 17″ est | 14273               | Téléverser                                                                   |
| Maisons ouvrières                                                            |                       |                                  | Wijnegem          | Schoolstraat 37                                        | 51° 13′ 44″ nord, 4° 31′ 17″ est | 14273               | Téléverser                                                                   |
| XIX - Maisons ouvrières                                                      |                       |                                  | Wijnegem          | 's-Gravenwezelsteenweg 11 (chaussée de 's-Gravenwezel) | 51° 13′ 49″ nord, 4° 31′ 56″ est | 14274               | Téléverser                                                                   |
| XIX - Maisons ouvrières                                                      |                       |                                  | Wijnegem          | 's Gravenwezelsteenweg 13                              | 51° 13′ 49″ nord, 4° 31′ 56″ est | 14274               | Téléverser                                                                   |
| XIX - Maisons ouvrières                                                      |                       |                                  | Wijnegem          | 's Gravenwezelsteenweg 15                              | 51° 13′ 49″ nord, 4° 31′ 56″ est | 14274               | Téléverser                                                                   |
| XIX - Maisons ouvrières                                                      |                       |                                  | Wijnegem          | 's Gravenwezelsteenweg 9                               | 51° 13′ 49″ nord, 4° 31′ 56″ est | 14274               | Téléverser                                                                   |
| Bâtiments de service du château Pulhof                                       | Oui                   |                                  | Wijnegem          | 's Gravenwezelsteenweg 37                              | 51° 13′ 56″ nord, 4° 32′ 01″ est | 14275               | Téléverser                                                                   |
| Bâtiments de service du château Pulhof                                       | Oui                   |                                  | Wijnegem          | 's Gravenwezelsteenweg 39                              | 51° 13′ 56″ nord, 4° 32′ 03″ est | 14275               | Téléverser                                                                   |
| Château Pulhof of Verbrandhof                                                | Oui                   |                                  | Wijnegem          | 's Gravenwezelsteenweg 59                              | 51° 14′ 07″ nord, 4° 32′ 04″ est | 14276               | Téléverser                                                                   |
| Château Pulhof of Verbrandhof                                                | Oui                   |                                  | Wijnegem          | 's Gravenwezelsteenweg 61                              | 51° 14′ 07″ nord, 4° 32′ 04″ est | 14276               | Téléverser                                                                   |
| Château Pulhof of Verbrandhof                                                | Oui                   |                                  | Wijnegem          | 's Gravenwezelsteenweg 63                              | 51° 14′ 07″ nord, 4° 32′ 04″ est | 14276               | Téléverser                                                                   |
| Château Pulhof of Verbrandhof                                                | Oui                   |                                  | Wijnegem          | 's Gravenwezelsteenweg 65                              | 51° 14′ 07″ nord, 4° 32′ 04″ est | 14276               | Téléverser                                                                   |
| Bâtiments près de la distillerie de gin « Meeus »                            |                       |                                  | Wijnegem          | Stokerijstraat 15 (rue de la Distillerie)              | 51° 13′ 25″ nord, 4° 32′ 43″ est | 14277               | Téléverser                                                                   |
| Bâtiments près de la distillerie de gin « Meeus »                            |                       |                                  | Wijnegem          | Stokerijstraat 19                                      | 51° 13′ 25″ nord, 4° 32′ 43″ est | 14277               | Téléverser                                                                   |
| Bâtiments près de la distillerie de gin « Meeus »                            |                       |                                  | Wijnegem          | Stokerijstraat 31                                      | 51° 13′ 25″ nord, 4° 32′ 43″ est | 14277               | Téléverser                                                                   |
| Maisons ouvrières                                                            |                       |                                  | Wijnegem          | Turnhoutsebaan 163 (route de Turnhout)                 | 51° 13′ 32″ nord, 4° 30′ 43″ est | 14278               | Téléverser                                                                   |
| Maisons ouvrières                                                            |                       |                                  | Wijnegem          | Turnhoutsebaan 165                                     | 51° 13′ 32″ nord, 4° 30′ 43″ est | 14278               | Téléverser                                                                   |
| Maisons ouvrières                                                            |                       |                                  | Wijnegem          | Turnhoutsebaan 167                                     | 51° 13′ 32″ nord, 4° 30′ 43″ est | 14278               | Téléverser                                                                   |
| Maisons ouvrières                                                            |                       |                                  | Wijnegem          | Turnhoutsebaan 169                                     | 51° 13′ 32″ nord, 4° 30′ 43″ est | 14278               | Téléverser                                                                   |
| Maison d'hôtes religieuse, bâtiments                                         |                       |                                  | Wijnegem          | Turnhoutsebaan 199                                     | 51° 13′ 32″ nord, 4° 30′ 52″ est | 14279               | Téléverser                                                                   |
| Maison mitoyenne avec café « Vroege Morgen », maison individuelle            |                       |                                  | Wijnegem          | Turnhoutsebaan 268                                     | 51° 13′ 36″ nord, 4° 30′ 54″ est | 14280               | Téléverser                                                                   |
| Maisons ouvrières                                                            |                       |                                  | Wijnegem          | Turnhoutsebaan 286                                     | 51° 13′ 36″ nord, 4° 30′ 54″ est | 14281               | Téléverser                                                                   |
| Manoir néoclassicisme d'environ 1890                                         |                       |                                  | Wijnegem          | Turnhoutsebaan 307                                     | 51° 13′ 36″ nord, 4° 31′ 11″ est | 14282               | Téléverser                                                                   |
| Maison mitoyenne néoclassicisme XIX                                          |                       |                                  | Wijnegem          | Turnhoutsebaan 331                                     | 51° 13′ 37″ nord, 4° 31′ 16″ est | 14283               | Téléverser                                                                   |
| Cour de Wijnegem, manoir et bâtiments de service                             | Oui                   |                                  | Wijnegem          | Turnhoutsebaan 381                                     | 51° 13′ 24″ nord, 4° 31′ 41″ est | 14286               | Téléverser                                                                   |
| Cour de Wijnegem, manoir et bâtiments de service                             | Oui                   |                                  | Wijnegem          | Turnhoutsebaan 383                                     | 51° 13′ 30″ nord, 4° 31′ 43″ est | 14286               | Téléverser                                                                   |
| Cour de Wijnegem, manoir et bâtiments de service                             | Oui                   |                                  | Wijnegem          | Turnhoutsebaan 385                                     | 51° 13′ 30″ nord, 4° 31′ 43″ est | 14286               | Téléverser                                                                   |
| Ferme, autrefois brasserie et auberge « De Zwaan »                           | Oui                   |                                  | Wijnegem          | Turnhoutsebaan 387                                     | 51° 13′ 41″ nord, 4° 31′ 37″ est | 14287               | Téléverser                                                                   |
| Bâtiments scolaires                                                          |                       |                                  | Wijnegem          | Turnhoutsebaan 400                                     | 51° 13′ 44″ nord, 4° 31′ 20″ est | 14288               | Téléverser                                                                   |
| Manoir, maison multifamiliale néoclassicisme                                 |                       |                                  | Wijnegem          | Turnhoutsebaan 402                                     | 51° 13′ 41″ nord, 4° 31′ 21″ est | 14289               | Téléverser                                                                   |
| Maison communale de style néo-Renaissance d'après une conception de De Braey | Oui                   |                                  | Wijnegem          | Turnhoutsebaan 422                                     | 51° 13′ 41″ nord, 4° 31′ 25″ est | 14290               | Maison communale de style néo-Renaissance d'après une conception de De Braey |
| Lieu de repos « Molenheide », maison de campagne                             |                       |                                  | Wijnegem          | Turnhoutsebaan 611                                     | 51° 13′ 46″ nord, 4° 32′ 54″ est | 14292               | Téléverser                                                                   |